# Гоцзыцзянь
Гоцзыцзянь (кит. упр. 国子监, пиньинь Guózǐjiàn, букв. «Академия сынов государства») — главное высшее учебное заведение императорского Китая, в котором готовили людей для высших государственных постов. В настоящее время — музей в Пекине.
Пекинская Академия сынов государства была основана в 1306 году; впоследствии она не раз расширялась и перестраивалась, в настоящее время её площадь — более 10 тысяч квадратных метров. Находится рядом с храмом Конфуция и составляет с ним единый музейный комплекс. Три основных здания Гоцзыцзянь (павильоны Пиюн, Илуньтан и Цзинъитин) расположены по оси север-юг; к востоку и западу от них расположены шесть залов.

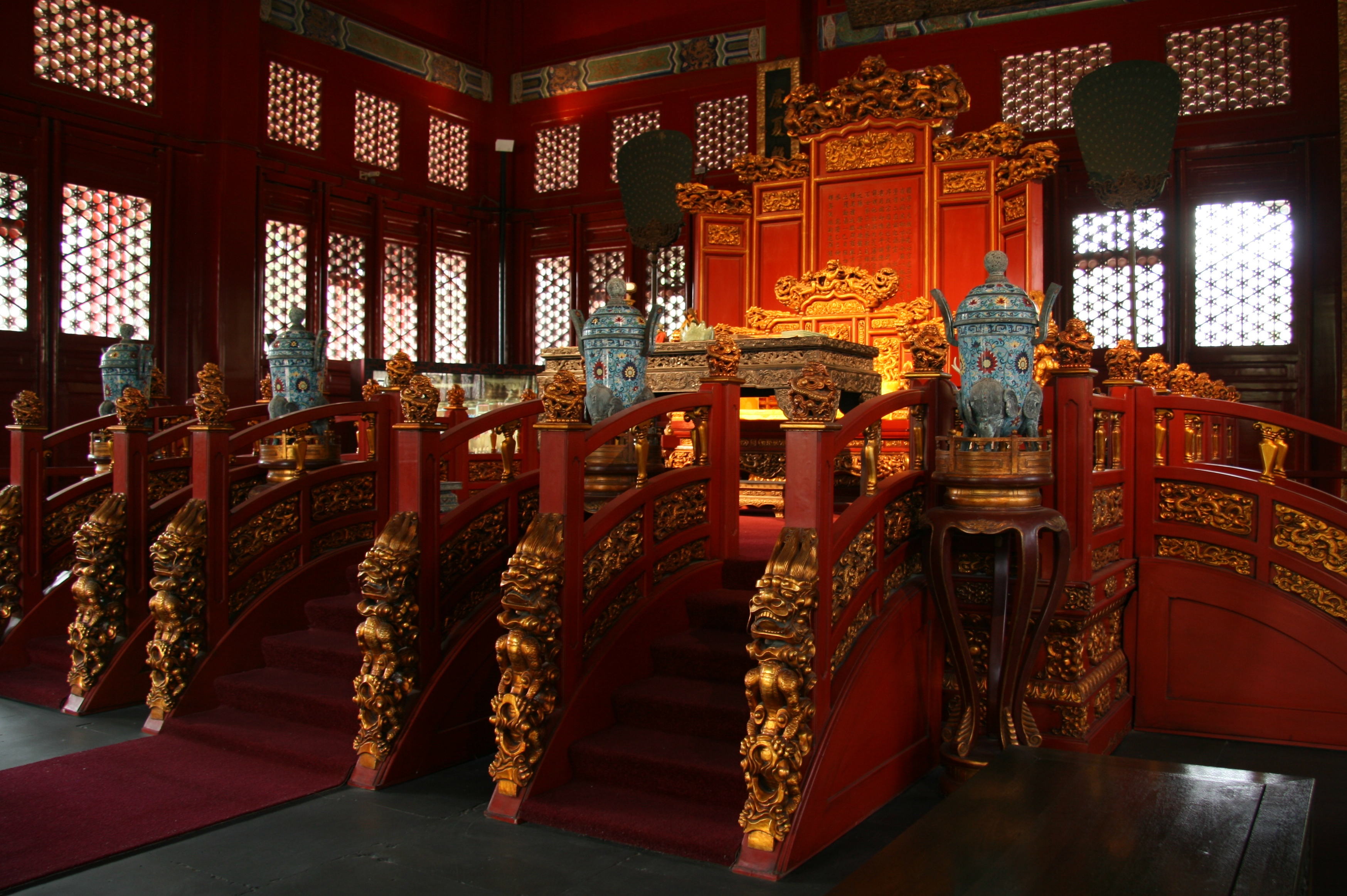
Зал, в котором император читал лекции будущим чиновникам